# Loubigné
Loubigné é uma comuna francesa na região administrativa da Nova Aquitânia, no departamento de Deux-Sèvres. Estende-se por uma área de 11,01 km². Em 2010 a comuna tinha 162 habitantes (densidade: 14,7 hab./km²).